# Sint-Joriskerk (Sint-Joris, Frankrijk)
De Sint-Joriskerk (Frans: Église Saint-Georges) is de parochiekerk van de gemeente Sint-Joris (Saint-Georges-sur-l'Aa) in het Franse Noorderdepartement.

## Gebouw
Het oudste deel van deze kerk is het koor uit de 1e helft van de 13e eeuw. De zware toren die daar tegenaan is gebouwd is van ongeveer 1400 en diende als baken voor de vissers. De bovenste geleding van de toren is 19e-eeuws. De toren wordt geflankeerd door een achthoekig traptorentje. Het is denkbaar dat de toren ooit een vieringtoren is geweest, maar het is zelfs niet bekend of de kerk ooit een schip heeft gehad.

## Interieur
Het marmeren doopvont is van 1673. Het oksaal is 18e-eeuws.